# When We Were the New Boys
When We Were the New Boys – osiemnasty studyjny album angielskiego piosenkarza rockowego Roda Stewarta. Został wydany w 1998 roku przez Warner Records.

## Lista utworów
1. „Cigarettes and Alcohol” (Noel Gallangher) – 4:03
2. „Ooh La La” (Ron Wood, Ronnie Lane) – 4:15
3. „Rocks” (Bobby Gillespie, Andrew Innes, Robert Young) – 4:45
4. „Superstar” (Joseph McAlinden) – 4:21
5. „Secret Heart” (Ron Sexsmith) – 4:07
6. „Hotel Chambermaid” (Graham Parker) – 3:49
7. „Shelly My Love” (Nick Lowe) – 3:38
8. „When We Were the New Boys” (Rod Stewart, Kevin Savigar) – 4:39
9. „Weak” (Martin Kent, Robbie France, Richard Lewis) – 4:38
10. „What Do You Want Me to Do?” (Mike Scott) – 3:36